# Wilier-Atala
Wilier-Atala – była polska zawodowa grupa kolarska założona w Nowym Dworze Mazowieckim w 1999 roku. Twórcą grupy był Dariusz Banaszek. W trakcie swojego istnienia wielokrotnie zmieniali się główni sponsorzy grupy, przez co zmianie ulegała także jej nazwa.

## Historia

### Sezon 1999 - powstanie
W polskim peletonie grupa pojawiła się w sezonie 1999. Dyrektorem sportowym został Dariusz Banaszek, zaś głównym sponsorem został Wojciech Szymański, właściciel firmy Lukullus. Jednym z pierwszych kolarzy grupy został Marcin Sapa.

### Sezon 2000 – Atlas - Lukullus - Ambra
Po debiutanckim sezonie w kolejnym ekipa pozyskała dwóch kolejnych sponsorów tytularnych, firmę Atlas oraz firmę Ambra i jako Atlas - Lukullus - Ambra została zarejetrowana w drugiej dywizji UCI.

#### Sprzęt
Rowery: Carrera

#### Sukcesy
- 1. miejsce, klasyfikacja generalna Bałtyk - Karkonosze Tour: Robert Radosz

### Sezon 2006 – Wilier-Atala
Po 2005 roku ze sponsorowania zespołu wycofali się obaj tytularni sponsorzy: hiszpański producent rowerów Orbea oraz PSB. W ich miejsce dyrektor Banaszek rozpoczął współpracę z włoskim producentem rowerów Wiler - Atala. Firma ta została sponsorem tytularnym grupy, która jednak z ekipy szosowej stała się ekipą MTB.

## Nazwa grupy w poszczególnych latach
| lata      | nazwa                                 |
| --------- | ------------------------------------- |
| 1999      | Lukullus Banaszek Sport               |
| 2000      | Atlas - Lukullus - Ambra              |
| 2001      | Atlas - Ambra - Lukullus              |
| 2002      | Ambra - Obuwie - SNC Odzież           |
| 2003      | Weltour - Radio Katowice - Ambra      |
| 2004      | Grupa PSB / Grupa PSB - Kreisel       |
| 2005      | Grupa PSB / Grupa PSB - Atlas - Orbea |
| 2006–2007 | Wilier - Atala                        |